# Monika Schmid (Unihockeyspielerin)
Monika Schmid (* 16. Februar 1990) ist eine Schweizer Unihockeyspielerin. Sie steht beim Nationalliga-A-Vertreter UHC Dietlikon unter Vertrag.

## Karriere

### Verein
Schmid begann ihre Karriere beim THS Adliswil. Später wechselte sie in die Nachwuchsabteilung des UHC Dietlikon, ehe sie zur Saison 2011/12 in das Kader des UHCD integriert wurde. Während dieser Zeit konnte sie mit Dietlikon drei Cupsiege feiern. Im Cup 2011/12 musste sie sich im ersten Cupfinal vier Mal geschlagen geben. Schmid verlor den Cup somit mit Dietlikon 4:3 gegen die Red Ants Rychenberg Winterthur. In den Folgejahren konnte sie mit Dietlikon immer den Cup gewinnen. 2017 blieb sie ohne Gegentore, und Dietlikon konnte den dritten Cupsieg in Folge feiern. Sie ist damit erst die dritte Torhüterin, welche im Cupfinal kein Gegentor erhielt.
Zwei Tage nach dem Cupfinal 2017 verkündete der Verein, dass der Vertrag der Offensivspielerin um ein weiteres Jahr bis Ende Saison 2017/18 verlängert wurde. Am 2. März 2018 gab der UHC Dietlikon bekannt, dass Schmid 2018/19 weiterhin im Tor stehen wird.

### Nationalmannschaft
Am 29. Oktober 2010 gab Schmid ihr Debüt für die Schweizer A-Nationalmannschaft. Ihren ersten Internationalen Einsatz hatte sie an der Heim-Weltmeisterschaft 2011 in St. Gallen. Seither hat sie an zwei weiteren Weltmeisterschaften teilgenommen. Dabei scheiterte sie mit der Schweizer Nationalmannschaft im kleinen Final an Tschechien. Zwei Jahre später konnte sie mit der Schweiz die Bronzemedaille gewinnen. 2015 gelang der Schweiz in Tampere erneut der dritte Rang. Sie teilte das Tor jeweils mit Helen Bircher.

## Erfolge
- Schweizer Cup: 2015, 2016, 2017
- Schweizer Meister: 2017